# Sphida
Sphida là một chi bướm đêm thuộc họ Noctuidae.